# Mario Vilardi
Mario Vilardi (Afragola, Nápoles, 15 de septiembre de 2005) es un futbolista italiano que se desempeña como extremo derecho. Su equipo actual es el Sorrento Calcio 1945 de la Serie C de Italia.

## Carrera
Inició su formación futbolística en el Sporting Casoria y posteriormente en el San Sebastiano Calcio Mazzeo. En 2015 ingresó a las categorías inferiores del Napoli. Durante la temporada 2023-24, que disputó llevando el brazalete de capitán del Napoli Primavera, jugó 35 partidos oficiales entre Campeonato Primavera 2, Copa Italia Primavera y Liga Juvenil de la UEFA, anotando 5 goles y dando 4 asistencias.
El 16 de julio de 2024, fue anunciado oficialmente como nuevo jugador del Potenza de la Serie C, a préstamo por una temporada. En la primera mitad de la temporada 2024-25 disputó 9 partidos en la liga y 2 encuentros en la Copa Italia Serie C. En enero de 2025, fue cedido al Crotone para la segunda mitad de la temporada, donde acumuló 5 apariciones en Serie C.
El 14 de agosto de 2025 fue traspasado al Sorrento de la Serie C.

## Selección nacional
Ha sido internacional con las selecciones sub-15 y sub-17 de Italia, con las que disputó respectivamente tres y dos encuentros.

## Estadísticas

### Clubes
Actualizado al último partido disputado el 19 de abril de 2025.
| Club                     | Div.          | Temporada     | Liga  | Liga  | Copa  | Copa  | Internacional | Internacional | Total | Total |
| Club                     | Div.          | Temporada     | Part. | Goles | Part. | Goles | Part.         | Goles         | Part. | Goles |
| ------------------------ | ------------- | ------------- | ----- | ----- | ----- | ----- | ------------- | ------------- | ----- | ----- |
| Potenza Calcio · Italia  | 3.ª           | 2024-25       | 9     | 0     | 2     | 0     | 0             | 0             | 11    | 0     |
| F. C. Crotone · Italia   | 3.ª           | 2024-25       | 5     | 0     | 0     | 0     | 0             | 0             | 5     | 0     |
| Sorrento Calcio · Italia | 3.ª           | 2025-26       | 0     | 0     | 0     | 0     | 0             | 0             | 0     | 0     |
| Total carrera            | Total carrera | Total carrera | 14    | 0     | 2     | 0     | 0             | 0             | 16    | 0     |